# Josep Molines i Casadevall
Josep Molines i Casadevall (L'Hospitalet de Llobregat, 1645- Milà, 11 de gener de 1719), també conegut pel seu nom castellanitzat José Molines, va ser un religiós català, destacat en la seva tasca com auditor de Rota a Roma i com a representant diplomàtic de Felip V d'Espanya davant la Santa Seu. Va ser nomenat inquisidor general d'Espanya el 1717, sense arribar a exercir el càrrec en morir, en captivitat a Milà.

## Biografia
Nascut a L'Hospitalet de Llobregat, segon fill de Francesc Molines i Peronella Casadevall. Per la seva posició secundària a la família, aviat va entrar en la carrera eclesiàstica, va anar a Barcelona i va esdevenir rector de Santa Maria del Pi i vicari del bisbat. Gràcies al virrei Bournonnville, va sortir escollit a la terna d'aspirants al càrrec d'auditor de Rota de la Corona d'Aragó, després del vistiplau de Carles II, en donar la raó als catalans en la terna formada també per aragonesos i valencians, que demanaven la rotació territorial, després de la renúncia de l'anterior auditor català, Antoni Pasqual, sense haver exercit. El 1684 s'estableix a Roma, i fins a la mort de Carles II, les seves activitats es va reduir a les del seu càrrec, en l'estudi de causes eclesiàstiques apel·lades al tribunal, però la situació de la monarquia, en vistes de la mort del rei sense descendència, va fer que comencés a implicar-se en assumptes fora de l'àmbit jurídic.
El 1698 esdevenia degà de la Rota i, sobretot, en un destacat membre del partit espanyol a Roma. En morir Carles II, i ser nomenant Felip V com a nou rei, Molines va acceptar respectuosament la decisió testamentària del darrer Habsburg, i es va posar de part del nou govern borbònic. D'aquesta manera, aconseguia que els francesos s'aliessin amb els espanyols en els assumptes polítics davant la Santa Seu, enfront del Sacre Imperi, en un moment en què les tensions augmentaven per una sèrie de controvèrsies al Regne de Nàpols, per l'expulsió de titulars eclesiàstics de les seves diòcesis, fins i tot, va arribar a rebutjar figurar entre els possibles candidats a bisbats, perquè creia que la seva presència a Roma era necessària. Aquest fet, i els intents de proclamar a l'arxiduc Carles d'Àustria com a rei d'Espanya, van ser la tònica en les relacions amb la Santa Seu durant la Guerra de Successió Espanyola, durant la qual, Molines, en qualitat d'ambaixador des de 1709, va continuar treballant, però, malgrat les seves accions, les relacions entre la monarquia borbònica i la Santa Seu es van trencar i, en conseqüència, Molines era excomunicat el 30 de setembre d'aquell any.
Restablerta la pau a Europa, se li va retirar l'excomunió, però, d'ençà aleshores, Molines va ser vist de forma negativa a Roma, car havia descuidat les clienteles a Roma i Felip V va decidir buscar algú de tracte més suau per dur a terme les negociacions amb la cort romana i, a canvi, el 1717, li va oferir el càrrec d'inquisidor general a Espanya, cosa que requeria que tornés a la península. En aquell moment, la tensió després del tractat d'Utrecht era encara palpable, i més encara quan Espanya, de la mà d'Isabel Farnese i Julio Alberoni, pretenia fer moviments en territoris italians, cosa que provocar la formació de la Triple Aliança per fer complir les condicions del tractat, entre elles la neutralitat en territoris italians. En aquest context, les tropes austríaques van capturar a Milà el 2 de juny de 1717 a Molines i el van recloure a la seva ciutadella, malgrat que l'ambaixador austríac a Roma li havia donat garanties de seguretat, cosa que va ser considerada una provocació a la cort de Madrid, que al cap de poc de temps començaria moviments per la guerra a Itàlia. Tanmateix, Molines va morir al cap de poc d'haver sigut reclòs, l'11 de gener 1719, a causa de la seva mala salut i la seva avançada edat.